# Руссо, Марине
Марине Руссо (исп. Mariné Russo, 9 января 1980, Кекен, Аргентина) — аргентинская хоккеистка (хоккей на траве), нападающий. Двукратный бронзовый призёр летних Олимпийских игр 2004 и 2008 годов, двукратная чемпионка мира 2002 и 2010 годов, бронзовый призёр чемпионата мира 2006 года, двукратная чемпионка Америки 2001 и 2004 годов, чемпионка Панамериканских игр 2007 года.

## Биография
Марине Руссо родилась 9 января 1980 года в аргентинском городе Кекен в провинции Буэнос-Айрес.
Играла в хоккей на траве за «Кильмес» из Буэнос-Айреса.
В 2001 и 2004 годах выигрывала золотые медали чемпионата Америки.
В 2004 году вошла в состав женской сборной Аргентины по хоккею на траве на летних Олимпийских играх в Афинах и завоевала бронзовую медаль. Играла на позиции нападающего, провела 6 матчей, мячей не забивала.
В 2007 году завоевала золотую медаль хоккейного турнира Панамериканских игр в Рио-де-Жанейро.
В 2008 году вошла в состав женской сборной Аргентины по хоккею на траве на летних Олимпийских играх в Пекине и завоевала бронзовую медаль. Играла на позиции нападающего, провела 7 матчей, забила 2 мяча (по одному в ворота сборных Новой Зеландии и Нидерландов).
Дважды становилась чемпионкой мира — в 2002 году в Перте и в 2010 году в Росарио. В 2006 году выиграла бронзу на чемпионате мира в Мадриде.
Завоевала семь медалей Трофея чемпионов: золото в 2001, 2008, 2009 и 2010 годах, серебро в 2002 и 2007 годах, бронзу в 2004 году.